# NK Vir Posušje
NK Vir je nogometni klub iz mjesta Vira kod Posušja. Klub je osnovan 1978. godine.

## Povijest
Klub je osnovan 1978. godine, a jedan od osnivača bio je Vlado Petričušić koji je kasnije bio dugogodišnji trener.
Tijekom 2000-ih igrali su u Drugoj ligi FBiH – Jug. U sezonama 2006./07. i 2007./08. završavali su na pretposljednjem 14. mjestu Druge lige, te su ispali u Međužupanijsku ligu HBŽ i ZHŽ u kojoj su nastupali sljedeće četiri sezone. U sezoni 2011./12 postaju prvaci MŽNL, ali zbog financijskih problema odustaju od nastupa u Drugoj ligi. 
Od sezone 2023./24., nakon višegodišnjeg izbivanja, seniorska momčad NK Vir ponovno počinje nastupati u Međužupanijskoj ligi HBŽ i ZHŽ.

## Pregled plasmana po sezonama
| Sezona    | Rang | Liga                          | Plasman | Izvori |
| --------- | ---- | ----------------------------- | ------- | ------ |
| 2023./24. | IV.  | Međužupanijska liga HBŽ i ZHŽ | 5.      | [ 3 ]  |
| 2024./25. | IV.  | Međužupanijska liga HBŽ i ZHŽ | –       |        |